# Francisca de Campos Coelho
Francisca de Campos Coelho (Viseu, 20 de Fevereiro de 1644 – Viseu, 5 de Setembro de 1708) foi uma genealogista das famílias de Viseu, que escreveu a «Verdadeira Genealogia das mais ilustres Famílias da Cidade de Viseu, onde se examina a verdade, e se refuta a mentira», obra que aparentemente se perdeu e cujo conteúdo só se conhece, parcialmente, por referências de terceiros. Diogo Barbosa Machado, na sua Biblioteca Lusitana (1741-1759), refere a obra e a autora, dizendo dela: «Foy ornada de juizo claro, discurso prudente, e sendo consultada na intelligencia de Poetas, e Historiadores, era venerado o seu voto, como de Oraculo» .

## Biografia
D. Francisca de Campos Coelho nasceu no paço de Gumirães, em Rio de Loba, e foi baptizada a 26 de Fevereiro de 1644 na Sé, sendo seus padrinhos Gomes de Andrade Cabral, tesoureiro-mor da Sé, e D. Paula de Vilhena (filha de Valério Coelho de Almeida, senhor da quinta de S. João de Lourosa e ascendente de Bento de Queiroz Pereira Pinto Serpe e Melo), mulher de Rui Lopes de Sousa, morgado e senhor de Bordonhos. Veio a falecer com 67 anos na sua quinta do Serrado, também em Viseu, sendo sepultada na capela de S. João Baptista, na Sé, instituída por seu avô João de Campos Coelho. Herdou a antedita quinta do Serrado, onde faleceu, e a quinta de Negrosa de Cima, em S. Pedro do Sul, onde vivia em 1685 e onde lhe nasceram alguns filhos.
De uma da mais ilustres famílias de Viseu, D. Francisca era filha de Francisco de Campos Coelho e de sua mulher D. Maria Teixeira de Seixas e Azevedo, falecida viúva a 4 de Maio de 1645, sendo esta neta do doutor António Barreiros de Seixas e sobrinha-bisneta do grande João de Barros, outros ilustres visienses. Seu pai, Francisco de Campos Coelho, fidalgo cavaleiro da Casa Real, foi capitão-mor de Viseu (1643), Lafões (administração que então incluía S. Pedro do Sul, Vouzela e Oliveira de Frades) e Besteiros, serviu como capitão nas guerras da Restauração, faleceu a 20 de Fevereiro de 1644, e foi 9º senhor de Nespereira de Mundão (Mundão), 10º senhor da vila de Gumirães (Rio de Loba), 2º morgado de S. João Baptista de Gumirães, senhor das ditas quintas do Serrado e de Negrosa de Cima, etc.
D. Francisca nasceu póstuma e ficou órfã de mãe com um ano de idade, ficando seu tutor o Dr. António de Campos Coelho, seu tio, sendo sua mestra a mulher deste, D. Joana de Alvellos, «de cuja virtuosa escola sahio D. Francisca instruida em todos os documentos moraes, e politicos, pelos quaes se fez merecedora de que a pretendessem para esposa as Pessoas mais distintas em nascimento, entre as quaes foy preferido Henrique de Mello e Lemos de Alvellos, sobrinho (na verdade primo) de D. Joana de Alvellos sua tia, celebrando-se os desposorios a 5 de Fevereiro de 1668», nas palavras do já referido Diogo Barbosa Machado, na sua Biblioteca Lusitana.
Com efeito, D. Francisca casou na data indicada, na Sé de Viseu, com Henrique de Mello e Lemos de Alvellos (1646-1700), fidalgo cavaleiro da Casa Real, habilitado para o serviço de Sua Majestade (30 de Maio de 1685), contador e distribuidor da comarca de Viseu (4 de Dezembro de 1687), cidadão nobre da governança de Viseu, sendo nomeadamente vereador do Senado da Câmara pela nobreza em 1691. Filho sucessor de Teobaldo de Lemos e Campos de Alvellos e sua mulher D. Ana de Mello e Abreu, Henrique de Mello e Lemos de Alvellos foi o 16º morgado de Alvellos (Lamego), morgado do paço e torres de Figueiredo de Alva e senhor do paço da Torre da rua de D. Duarte (antiga rua da Cadeia), em Viseu.
Acrescenta a Biblioteca Lusitana sobre D. Francisca de Campos Coelho: «Não lhe servio de obstaculo o estado conjugal para deixar a pratica das virtudes em gráo heroico, sendo a seu mayor desvelo a educação de seus filhos no tanto temor de Deos, com que os habilitava para se alistarem nas Religiões mais observantes. Vendo-se despojada da amavel companhia de seu marido, que intempestivamente lhe arrebatara a morte a 2 de Outubro de 1700, se praparou desenganada para a eternidade, escrevendo seu Testamento, em cujas clausulas ertinisou a piedade de seu animo. Faleceu piamente a 5 de Setembro de 1708, quando contava 68 annos de idade» (na verdade 67).
É curioso verificar que, apesar disto ou talvez por isso mesmo, sua filha D. Francisca Sebastiana, freira professa da Ordem de São Bento no convento de Jesus em Viseu, foi presa pela Inquisição de Coimbra em 1719, quando tinha 40 anos, acusada de seguir a doutrina do Molinismo, sendo condenada a dois anos penitências e reclusão no seu convento, sem poder falar a não ser com parentes. Em 1721 foi perdoada do segundo ano da pena.
D. Francisca e seu marido deixaram vários filhos e filhas, entre eles o sucessor, Francisco de Mello Coelho de Lemos e Alvellos, do qual foi bisneto paterno o Coronel Henrique de Mello Lemos e Alvellos (1803-1859), pai do 1º visconde do Serrado.
A Biblioteca Lusitana regista ainda que D. Francisca de Campos Coelho deixou mais os seguintes manuscritos: «A Devoções que exercitava todos os dias», «Remédios para várias enfermidades» e «Origem de todas as fazendas de sua Casa».

### Ancestrais
|  |                                       |  |  |  |  |  |  |  |  |  |  |  |  |  |  |  |
|  | 16. Vasco Fernandes do Casal          |  |  |  |  |  |  |  |  |  |  |  |  |  |  |  |
|  |                                       |  |  |  |  |  |  |  |  |  |  |  |  |  |  |  |
|  |                                       |  |  |  |  |  |  |  |  |  |  |  |  |  |  |  |
|  | 8. António de Campos Coelho           |  |  |  |  |  |  |  |  |  |  |  |  |  |  |  |
|  |                                       |  |  |  |  |  |  |  |  |  |  |  |  |  |  |  |
|  |                                       |  |  |  |  |  |  |  |  |  |  |  |  |  |  |  |
|  | 17. Maria do Campos Coelho            |  |  |  |  |  |  |  |  |  |  |  |  |  |  |  |
|  |                                       |  |  |  |  |  |  |  |  |  |  |  |  |  |  |  |
|  |                                       |  |  |  |  |  |  |  |  |  |  |  |  |  |  |  |
|  | 4. João de Campos Coelho              |  |  |  |  |  |  |  |  |  |  |  |  |  |  |  |
|  |                                       |  |  |  |  |  |  |  |  |  |  |  |  |  |  |  |
|  |                                       |  |  |  |  |  |  |  |  |  |  |  |  |  |  |  |
|  | 18. Jerónimo de Ceuta                 |  |  |  |  |  |  |  |  |  |  |  |  |  |  |  |
|  |                                       |  |  |  |  |  |  |  |  |  |  |  |  |  |  |  |
|  |                                       |  |  |  |  |  |  |  |  |  |  |  |  |  |  |  |
|  | 9. Joana da Mesquita e Mendonça       |  |  |  |  |  |  |  |  |  |  |  |  |  |  |  |
|  |                                       |  |  |  |  |  |  |  |  |  |  |  |  |  |  |  |
|  |                                       |  |  |  |  |  |  |  |  |  |  |  |  |  |  |  |
|  | 19. Francisca da Mesquita e Mendonça  |  |  |  |  |  |  |  |  |  |  |  |  |  |  |  |
|  |                                       |  |  |  |  |  |  |  |  |  |  |  |  |  |  |  |
|  |                                       |  |  |  |  |  |  |  |  |  |  |  |  |  |  |  |
|  | 2. Francisco de Campos Coelho         |  |  |  |  |  |  |  |  |  |  |  |  |  |  |  |
|  |                                       |  |  |  |  |  |  |  |  |  |  |  |  |  |  |  |
|  |                                       |  |  |  |  |  |  |  |  |  |  |  |  |  |  |  |
|  | 20. Rodrigo Afonso da Rocha           |  |  |  |  |  |  |  |  |  |  |  |  |  |  |  |
|  |                                       |  |  |  |  |  |  |  |  |  |  |  |  |  |  |  |
|  |                                       |  |  |  |  |  |  |  |  |  |  |  |  |  |  |  |
|  | 10. Rodrigo Afonso da Rocha           |  |  |  |  |  |  |  |  |  |  |  |  |  |  |  |
|  |                                       |  |  |  |  |  |  |  |  |  |  |  |  |  |  |  |
|  |                                       |  |  |  |  |  |  |  |  |  |  |  |  |  |  |  |
|  | 21. Maria de Almeida                  |  |  |  |  |  |  |  |  |  |  |  |  |  |  |  |
|  |                                       |  |  |  |  |  |  |  |  |  |  |  |  |  |  |  |
|  |                                       |  |  |  |  |  |  |  |  |  |  |  |  |  |  |  |
|  | 5. Isabel Froes da Rocha              |  |  |  |  |  |  |  |  |  |  |  |  |  |  |  |
|  |                                       |  |  |  |  |  |  |  |  |  |  |  |  |  |  |  |
|  |                                       |  |  |  |  |  |  |  |  |  |  |  |  |  |  |  |
|  | 22. João Lourenço Homem               |  |  |  |  |  |  |  |  |  |  |  |  |  |  |  |
|  |                                       |  |  |  |  |  |  |  |  |  |  |  |  |  |  |  |
|  |                                       |  |  |  |  |  |  |  |  |  |  |  |  |  |  |  |
|  | 11. Isabel Francisca de Froes         |  |  |  |  |  |  |  |  |  |  |  |  |  |  |  |
|  |                                       |  |  |  |  |  |  |  |  |  |  |  |  |  |  |  |
|  |                                       |  |  |  |  |  |  |  |  |  |  |  |  |  |  |  |
|  | 23. Ana Leitão                        |  |  |  |  |  |  |  |  |  |  |  |  |  |  |  |
|  |                                       |  |  |  |  |  |  |  |  |  |  |  |  |  |  |  |
|  |                                       |  |  |  |  |  |  |  |  |  |  |  |  |  |  |  |
|  | 1. Francisca de Campos Coelho         |  |  |  |  |  |  |  |  |  |  |  |  |  |  |  |
|  |                                       |  |  |  |  |  |  |  |  |  |  |  |  |  |  |  |
|  |                                       |  |  |  |  |  |  |  |  |  |  |  |  |  |  |  |
|  | 24. António Correia                   |  |  |  |  |  |  |  |  |  |  |  |  |  |  |  |
|  |                                       |  |  |  |  |  |  |  |  |  |  |  |  |  |  |  |
|  |                                       |  |  |  |  |  |  |  |  |  |  |  |  |  |  |  |
|  | 12. Diogo de Seixas Correia           |  |  |  |  |  |  |  |  |  |  |  |  |  |  |  |
|  |                                       |  |  |  |  |  |  |  |  |  |  |  |  |  |  |  |
|  |                                       |  |  |  |  |  |  |  |  |  |  |  |  |  |  |  |
|  | 25. Brites Barrosa                    |  |  |  |  |  |  |  |  |  |  |  |  |  |  |  |
|  |                                       |  |  |  |  |  |  |  |  |  |  |  |  |  |  |  |
|  |                                       |  |  |  |  |  |  |  |  |  |  |  |  |  |  |  |
|  | 6. António Correia de Seixas          |  |  |  |  |  |  |  |  |  |  |  |  |  |  |  |
|  |                                       |  |  |  |  |  |  |  |  |  |  |  |  |  |  |  |
|  |                                       |  |  |  |  |  |  |  |  |  |  |  |  |  |  |  |
|  | 26. Nuno Rebelo                       |  |  |  |  |  |  |  |  |  |  |  |  |  |  |  |
|  |                                       |  |  |  |  |  |  |  |  |  |  |  |  |  |  |  |
|  |                                       |  |  |  |  |  |  |  |  |  |  |  |  |  |  |  |
|  | 13. Maria Rebelo de Figueiredo        |  |  |  |  |  |  |  |  |  |  |  |  |  |  |  |
|  |                                       |  |  |  |  |  |  |  |  |  |  |  |  |  |  |  |
|  |                                       |  |  |  |  |  |  |  |  |  |  |  |  |  |  |  |
|  | 27. Ana de Figueiredo                 |  |  |  |  |  |  |  |  |  |  |  |  |  |  |  |
|  |                                       |  |  |  |  |  |  |  |  |  |  |  |  |  |  |  |
|  |                                       |  |  |  |  |  |  |  |  |  |  |  |  |  |  |  |
|  | 3. Maria Teixeira de Seixas e Azevedo |  |  |  |  |  |  |  |  |  |  |  |  |  |  |  |
|  |                                       |  |  |  |  |  |  |  |  |  |  |  |  |  |  |  |
|  |                                       |  |  |  |  |  |  |  |  |  |  |  |  |  |  |  |
|  | 28. Rui Barreiros de Seixas           |  |  |  |  |  |  |  |  |  |  |  |  |  |  |  |
|  |                                       |  |  |  |  |  |  |  |  |  |  |  |  |  |  |  |
|  |                                       |  |  |  |  |  |  |  |  |  |  |  |  |  |  |  |
|  | 14. António Barreiros de Seixas       |  |  |  |  |  |  |  |  |  |  |  |  |  |  |  |
|  |                                       |  |  |  |  |  |  |  |  |  |  |  |  |  |  |  |
|  |                                       |  |  |  |  |  |  |  |  |  |  |  |  |  |  |  |
|  | 29. Maria de Barros                   |  |  |  |  |  |  |  |  |  |  |  |  |  |  |  |
|  |                                       |  |  |  |  |  |  |  |  |  |  |  |  |  |  |  |
|  |                                       |  |  |  |  |  |  |  |  |  |  |  |  |  |  |  |
|  | 7. Isabel de Seixas e Azevedo         |  |  |  |  |  |  |  |  |  |  |  |  |  |  |  |
|  |                                       |  |  |  |  |  |  |  |  |  |  |  |  |  |  |  |
|  |                                       |  |  |  |  |  |  |  |  |  |  |  |  |  |  |  |
|  | 30. Manuel de Azevedo Cardoso         |  |  |  |  |  |  |  |  |  |  |  |  |  |  |  |
|  |                                       |  |  |  |  |  |  |  |  |  |  |  |  |  |  |  |
|  |                                       |  |  |  |  |  |  |  |  |  |  |  |  |  |  |  |
|  | 15. Lucrécia Correia de Azevedo       |  |  |  |  |  |  |  |  |  |  |  |  |  |  |  |
|  |                                       |  |  |  |  |  |  |  |  |  |  |  |  |  |  |  |
|  |                                       |  |  |  |  |  |  |  |  |  |  |  |  |  |  |  |
|  | 31. Maria Correia Botelho             |  |  |  |  |  |  |  |  |  |  |  |  |  |  |  |
|  |                                       |  |  |  |  |  |  |  |  |  |  |  |  |  |  |  |
|  |                                       |  |  |  |  |  |  |  |  |  |  |  |  |  |  |  |